# Aviation Safety Network
O Aviation Safety Network (ASN) é um site que mantém o registro de acidentes e incidentes aéreos e sequestros de aeronaves. Seu banco de dados contém detalhes de mais de 20.300 relatos (2019). O ASN possui um banco de dados da aviação com investigações, notícias, fotos e estatísticas. Abrange aviões comerciais, aviões militares e jatos corporativos. O site tem 9900 assinantes e recebe cerca de 50.000 visitas por semana.

## História
A ASN foi fundado em janeiro de 1996 por Harry Ranter, que atualmente é o diretor e Fabian I. Lujan, que gerencia as operações do site. Harro começou a coletar informações sobre acidentes aéreos desde 1983 e escreveu um livro cobrindo mais de 1000 acidentes no verão de 1985. Lujan entrou para as Páginas Web de Segurança da Aviação em agosto de 1998. O site foi renomeado para Aviation Safety Network (ASN) em 1999.